# Kamalia
Kamalia é uma cidade do Paquistão localizada na província de Punjab.